# Nyla Rose
Nyla Rose (nacida el 3 de agosto de 1982) es una actriz y luchadora profesional estadounidense, quien actualmente trabaja con All Elite Wrestling (AEW). Rose es parte nativo americano, reconociendo con Oneida Heritage y se convirtió en la primera luchadora abiertamente transexual en firmar con una empresa importante de Wrestling al firmar con AEW.
Como actriz, protagonizó la serie de televisión canadiense The Switch como el personaje principal.
Como luchadora, ha sido una vez Campeona Mundial Femenino de AEW.

## Carrera en la lucha libre profesional

### All Elite Wrestling (2019-presente)
El 8 de febrero durante el mitin de AEW en Las Vegas, Brandi Rhodes anunció que Kylie Rae y Nyla Rose también habían firmado con la promoción. Luego de algunos comentarios de Rae, fue interrumpido por Rose y las dos tuvieron una confrontación, pero fueron separadas antes de que pudiera ocurrir una pelea. El 25 de mayo, Rose hizo su primera aparición en el inaugural evento de Double or Nothing quien se enfrentaba ante Awesome Kong, Kylie Rae y salió derrotada ante Dr. Britt Baker. El 29 de junio, Rose apareció en Fyter Fest cayendo derrotada ante Riho en un Triple Threat Match en donde también incluía a Yuka Sakazaki.
El 31 de agosto ganó la Women's Casino Battle Royale de All Out, ganando la oportunidad de luchar por el Campeonato Mundial Femenino de AEW en el primer capítulo de AEW Dynamite. El 2 de octubre, Rose cayó derrotada en una lucha titular, tras el combate, atacó a Michael Nakazawa y Riho y fue detenida por Kenny Omega. El 22 de octubre, Rose apareció en AEW Dark derrotando a Leva Bates. El 27 de noviembre horas antes de Dynamite, Rose atacó a Shanna durante su firma de autógrafos ahí iniciando una rivalidad. El 5 de diciembre en Dynamite, Rose volvió a derrotar a Leva Bates, tras lucha volvió a atacar a Shanna. El 1 de enero de 2020 en Dynamite: Homecoming, Rose tuvo otra oportunidad por el Campeonato Mundial Femenino de AEW ante Britt Baker, Hikaru Shida y Riho quien cayó derrotada ante Riho. El 12 de febrero de 2020, Rose derrotó a Riho para ganar el Campeonato Mundial Femenino de AEW en Dynamite, convirtiéndose en la primera mujer transgénero en ganar un campeonato mundial en una importante empresa de lucha libre de los Estados Unidos. El 3 de agosto, Rose participó en el torneo de Women's Tag Team Cup Tournament: The Deadly Draw haciendo equipo con Ariane Andrew siendo eliminadas por Anna Jay y Tay Conti.

## En lucha
- Movimiento finales
  - Camel clutch
  - Guillotine throttling
  - STF

- Apodos
  - "The Native Beast"

- Mánagers
  - Vickie Guerrero

## Campeonatos y logros
- All Elite Wrestling
  - AEW Women's World Championship (1 vez)
  - Women's Casino Battle Royale (2019)
  - Dynamite Award (2 veces)
    - Best Twitter Follow (2021, 2022)

- Covey Promotions
  - CP Women's Championship (3 veces)[12]

- United Pro Wrestling Association
  - UPWA Women's Championship (1 vez)[12]

- Vixens Wrestling Revolution/Renegade Wrestling Revolution 
  - VWR Vixens Championship/RWR Vixens Championship (1 vez)

- Warriors Of Wrestling
  - WOW Women's Championship (2 veces)[12]

- World Domination Wrestling Alliance
  - WDWA West Virginia Champion (1 vez)

- Pro Wrestling Illustrated
  - Situada en el Nº66 en el PWI Female 100 en 2019.
  - Situada en el Nº16 en el PWI Female 100 en 2020.